# Saab Direct ignition

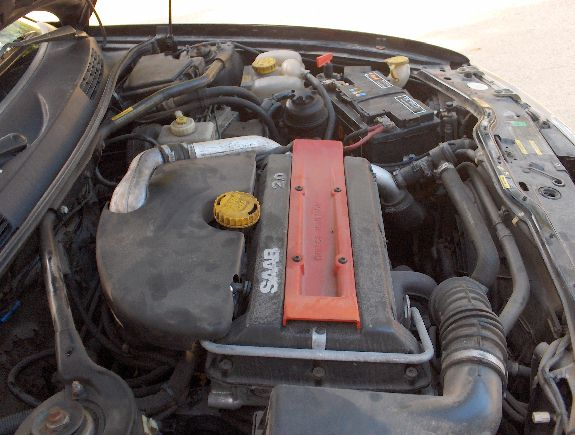
B204L-motor med Direct Ignition-kassett (röd).

Saab Direct Ignition (DI) är ett tändsystem av CDI-typ för bilmotorer utvecklat av svenska Saab och Mecel i mitten av 1980-talet. Det introducerades i produktion på modellen Saab 9000 1988B.
Direct Ignition-systemet är placerat i en kassett som sitter ovanför tändstiften på motorns ventilkåpa i direkt kontakt med tändstiften. Kassetten innehåller elektronik och fyra tändspolar.
Systemet kan via tändstiften känna av vilken cylinder som skall tändas samt hur förbränningen blev. Saabs motorer med Direct Ignition saknar därför kamlägesgivare. Senare modeller, från 1993, arbetar dessutom utan knacksensor då knackdetektering görs med hjälp av tändstiften och Direct Ignition-systemet.
Direct Ignition-kassetten har producerats i ett antal olika modeller och versioner men kan i huvudsak delas in den röda och den svarta modellen. Den röda sitter i DI/APC-motorer producerade 1988–1993 och motorgenerationen T5 1993–1998. Den svarta sitter i den senare motorgenerationen T7. En typ av kassett med tre tändspolar (snarare än fyra) finns till V6-motorn, och då används två kassetter per motor.